# 쉬즈제 (정치인)
쉬즈제(중국어 정체자: 許智傑, 병음: Xû Zhìjíe, 한자음: 허지걸, 1966년 1월 5일 ~ )는 중화민국의 정치인이다. 2012년 가오슝시 제7,8선거구의 입법위원으로 당선된다.